# Настасівський дендропарк
Наста́сівський дендропа́рк — природоохоронний об'єкт місцевого значення в Україні, дендрологічний парк.

## Розташування

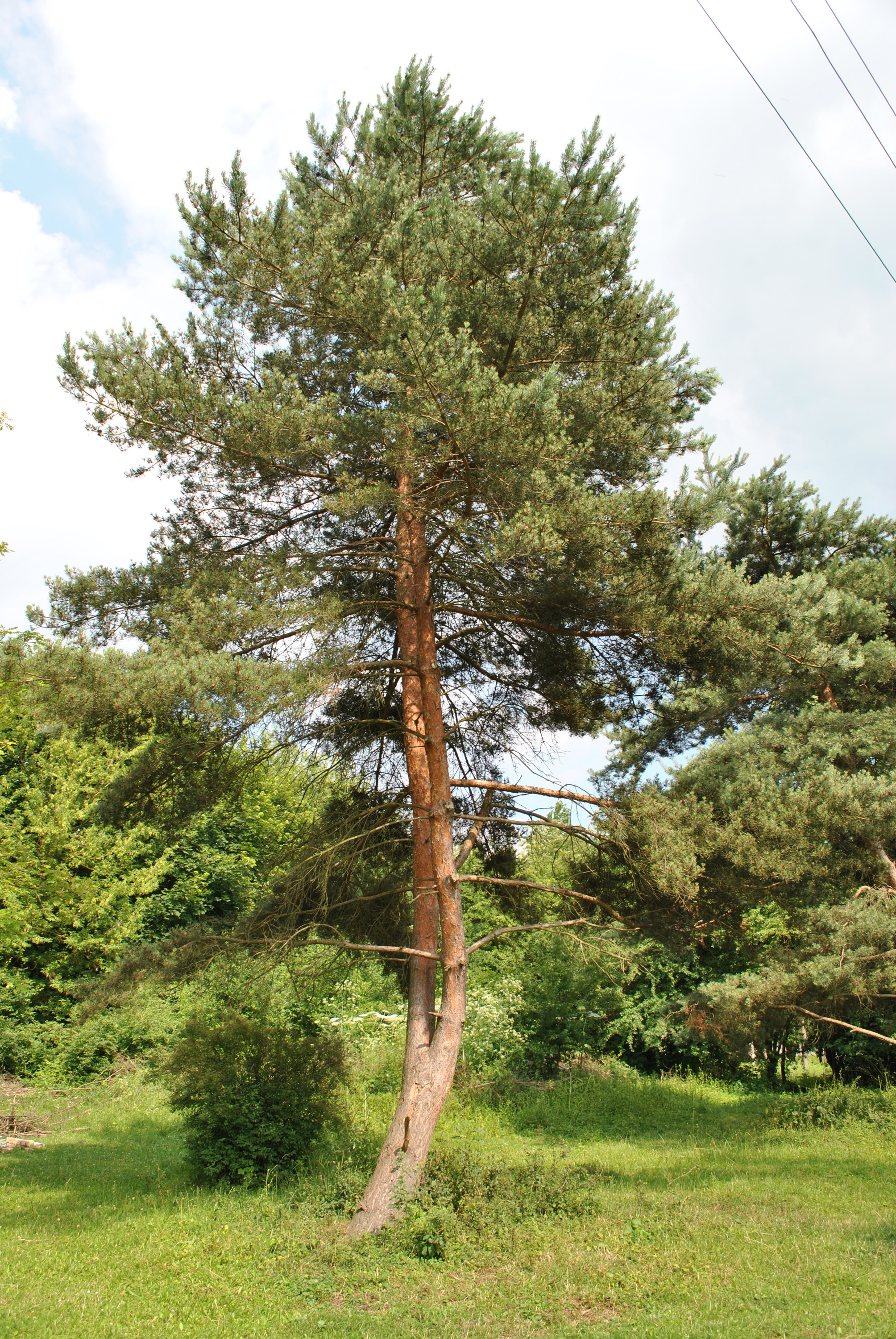
Сосна в дендропарку

Парк розташований у межах садиби школи в селі Настасів Тернопільського району Тернопільської області.

## Історія
Заснований 1967 року під керівництвом учителя біології Б. П. Пиндуса. Рішенням Тернопільської обласної ради № 90 від 25 квітня 1996 надано статус об'єкта природно-заповідного фонду.
Перебуває у віданні Настасівської ЗОШ I—III ступенів.

## Характеристика
Площа — 2 га.
Зростають дерева та чагарники 102 видів та форм, серед яких: айва японська, бархат амурський, бук червонолистий, верба пірамідальна, туя гігантська, ялиця біла. У парку проводять освітньо-виховну роботу з метою поширення екологічних та природоохоронних знань.